# Temporada 2023 de la Red Bull MotoGP Rookies Cup
La temporada 2023 de la Red Bull MotoGP Rookies Cup fue la decimoséptima temporada del certamen que busca a futuros campeones del mundo. La temporada comenzó el fin de semana del 25 al 26 de marzo en el Autódromo Internacional do Algarve y finalizó el fin de semana del 9 al 10 de septiembre en el Misano World Circuit Marco Simoncelli después de 7 rondas y 14 carreras.

## Calendario
| Calendario 2023 | Calendario 2023  | Calendario 2023 | Calendario 2023 | Calendario 2023   | Calendario 2023   | Calendario 2023 |
| Ronda           | Fecha            | Circuito        | Pole position   | Vuelta rápida     | Piloto ganador    | Fuente          |
| --------------- | ---------------- | --------------- | --------------- | ----------------- | ----------------- | --------------- |
| 1               | 25 de marzo      | Algarve         | Ángel Piqueras  | Guido Pini        | Ángel Piqueras    | [ 3 ]           |
| 1               | 26 de marzo      | Algarve         | Ángel Piqueras  | Guido Pini        | Ángel Piqueras    | [ 4 ]           |
| 2               | 25 de abril      | Jerez           | Máximo Quiles   | Máximo Quiles     | Ángel Piqueras    | [ 5 ]           |
| 2               | 26 de abril      | Jerez           | Máximo Quiles   | Álvaro Carpe      | Máximo Quiles     | [ 6 ]           |
| 3               | 13 de mayo       | Le Mans         | Marco Morelli   | Máximo Quiles     | Ángel Piqueras    | [ 7 ]           |
| 3               | 14 de mayo       | Le Mans         | Marco Morelli   | Casey O'Gorman    | Ángel Piqueras    | [ 8 ]           |
| 4               | 10 de junio      | Mugello         | Ángel Piqueras  | Alberto Ferrández | Alberto Ferrández | [ 9 ]           |
| 4               | 11 de junio      | Mugello         | Ángel Piqueras  | Fadillah Aditama  | Máximo Quiles     | [ 10 ]          |
| 5               | 24 de junio      | Assen           | Ángel Piqueras  | Fadillah Aditama  | Ángel Piqueras    | [ 11 ]          |
| 5               | 25 de junio      | Assen           | Ángel Piqueras  | Álvaro Carpe      | Ángel Piqueras    | [ 12 ]          |
| 6               | 19 de agosto     | Red Bull Ring   | Rico Salmela    | Máximo Quiles     | Álvaro Carpe      | [ 13 ]          |
| 6               | 20 de agosto     | Red Bull Ring   | Rico Salmela    | Máximo Quiles     | Ángel Piqueras    | [ 14 ]          |
| 7               | 9 de septiembre  | Misano          | Rico Salmela    | Máximo Quiles     | Álvaro Carpe      | [ 15 ]          |
| 7               | 10 de septiembre | Misano          | Rico Salmela    | Marco Morelli     | Ángel Piqueras    | [ 16 ]          |

## Participantes
| Participantes 2023 | Participantes 2023 | Participantes 2023 | Participantes 2023 |
| N.º                | Piloto             | Rondas             |                    |
| ------------------ | ------------------ | ------------------ | ------------------ |
| 2                  | Amaury Mizera      | 1-5                |                    |
| 5                  | Leo Rammerstorfer  | 1-5                |                    |
| 8                  | Eddie O'Shea       | 1-3, 5             |                    |
| 11                 | Ruché Moodley      | 1, 3-5             |                    |
| 12                 | Jacob Roulstone    | 1-5                |                    |
| 13                 | Hakim Danish       | 1-5                |                    |
| 14                 | Cormac Buchanan    | 1-5                |                    |
| 18                 | Ángel Piqueras     | 1-5                |                    |
| 23                 | Rhys Stephenson    | 1-5                |                    |
| 25                 | Alexander Enriquez | 1-5                |                    |
| 27                 | Rico Salmela       | 1-5                |                    |
| 28                 | Máximo Quiles      | 1-5                |                    |
| 47                 | Eduardo Boggio     | 2-5                |                    |
| 50                 | Cartet Thompson    | 1-5                |                    |
| 54                 | Alberto Ferrandez  | 1-5                |                    |
| 56                 | Kevin Farkas       | 1-5                |                    |
| 57                 | Danial Shahril     | 1, 4-5             |                    |
| 67                 | Casey O'Gorman     | 1-5                |                    |
| 69                 | Marcos Ruda        | 1-5                |                    |
| 78                 | Jakob Rosenthaler  | 1-5                |                    |
| 81                 | Lorenz Luciano     | 1-3, 5             |                    |
| 83                 | Alvaro Carpe       | 1-5                |                    |
| 88                 | Shinya Ezawa       | 1-5                |                    |
| 93                 | Fadillah Aditama   | 1-5                |                    |
| 94                 | Guido Pini         | 1-5                |                    |
| 95                 | Marco Morelli      | 1-5                |                    |

## Estadísticas

### Sistema de puntuación
Solo los 15 primeros suman puntos. El piloto tiene que terminar la carrera para recibir puntos.
| Pos  | Piloto             | POR | POR | JER | JER | LEM | LEM | MUG | MUG | ASS | ASS | RBR | RBR | MIS | MIS | Pts |
| ---- | ------------------ | --- | --- | --- | --- | --- | --- | --- | --- | --- | --- | --- | --- | --- | --- | --- |
| 1    | Ángel Piqueras     | 1   | 1   | 1   | 2   | 1   | 1   | 4   | 2   | 1   | 1   | 2   | 1   | 2   | 1   | 318 |
| 2    | Álvaro Carpe       | 2   | 6   | 4   | 3   | 6   | DNF | 6   | 8   | 2   | 6   | 1   | 2   | 1   | 3   | 203 |
| 3    | Máximo Quiles      | 21  | 11  | 3   | 1   | 4   | 10  | DNF | 1   | DNF | 2   | 4   | 8   | 3   | 2   | 167 |
| 4    | Rico Salmela       | 3   | 5   | 5   | 5   | 2   | DNF | 12  | 4   | 20  | 11  | 3   | 3   | DNF | 4   | 136 |
| 5    | Jacob Roulstone    | 13  | 9   | 2   | 6   | 11  | 6   | 7   | 9   | 4   | 3   | DNF | 7   | 6   | 10  | 125 |
| 6    | Alberto Ferrández  | 6   | DNF | 7   | 9   | 7   | 3   | 1   | 5   | 11  | 5   | 13  | 9   | 8   | DNF | 121 |
| 7    | Marcos Ruda        | 7   | 2   | 14  | 12  | DNF | 15  | 14  | 7   | 8   | 7   | 5   | 4   | 4   | 8   | 109 |
| 8    | Casey O'Gorman     | 4   | 4   | 10  | 7   | DNF | DNF | 2   | DNF | 3   | 4   | 9   | Ret |     |     | 97  |
| 9    | Ruché Moodley      | 8   | DNF | 6   | 8   | 3   | DNF |     |     | 6   | DNF | 8   | 5   | 5   | 6   | 92  |
| 10   | Marco Morelli      | 11  | 7   | 11  | 4   | 13  | 4   | 3   | 12  | 16  | 8   | 10  | 10  | DNF | 13  | 91  |
| 11   | Guido Pini         | 12  | DNF | 8   | DNF | 5   | 2   | DNF | 3   | DNF | DNF | 18  | 13  | DNF | 5   | 73  |
| 12   | Hakim Danish       | 5   | 3   | 9   | 11  | 9   | DNF | DNF | 6   | 5   | DNF | 20  | DNF | 15  | 14  | 70  |
| 13   | Cormac Buchanan    | 14  | DNF | 15  | 14  | 8   | 5   | DNF | DNF | DNF | 9   | 6   | DNF | 7   | 7   | 59  |
| 14   | Lorenz Luciano     | 10  | 8   | 16  | 10  | 12  | 8   |     |     | DNS | DNS | 11  | 6   | 9   | 11  | 59  |
| 15   | Fadillah Aditama   | 15  | 12  | 13  | 18  | 14  | 7   | 5   | 11  | 13  | 10  | 16  | DNF | 11  | 9   | 56  |
| 16   | Danial Shahril     | 9   | 10  |     |     |     |     | 8   | 14  | 9   | 16  | 7   | 15  | 17  | 18  | 40  |
| 17   | Kevin Farkas       | DNF | 14  | 18  | 19  | 17  | DNF | 11  | 16  | 7   | 12  | 12  | 12  | 13  | 19  | 31  |
| 18   | Dodo Boggio        |     |     | DNF | 13  | DNF | 11  | DNS | DNS | 14  | DNF | 15  | 11  | 10  | 12  | 26  |
| 19   | Carter Thompson    | 20  | 15  | 17  | 15  | 10  | DNF | DNS | DNS | 10  | 14  | 19  | 14  | 12  | 15  | 23  |
| 20   | Jakob Rosenthaler  | 17  | 17  | 12  | 17  | 16  | 12  | DNF | 10  | 15  | 13  | 14  | 20  | 14  | 16  | 22  |
| 21   | Eddie O'Shea       | DNF | DNF |     |     | 15  | 9   | 13  | DNF | 12  | DNF | 17  | 16  | DNF | DNF | 15  |
| 22   | Shinya Ezawa       | 18  | 19  | 19  | 16  | 19  | 13  | 9   | 13  | 18  | 15  | 22  | 18  | 18  | 23  | 14  |
| 23   | Alexander Enriquez | 19  | DNF | 23  | 21  | DNF | DNF | 10  | 19  | 21  | 20  | DNF | 20  | 20  | 20  | 6   |
| 24   | Amaury Mizera      | 16  | 13  | 22  | DNF | 18  | DNF | DNF | 15  | DNF | 19  | 23  | 17  | 16  | 17  | 4   |
| 25   | Leo Rammerstorfer  | 22  | 18  | 21  | 20  | 20  | 14  | DNF | 17  | 17  | 17  | 21  | DNF | DNF | 21  | 2   |
| 26   | Rhys Stephenson    | DNF | 16  | 20  | DNF | DNF | DNF | DNF | 18  | 19  | 18  | 24  | 19  | 19  | 22  | 0   |
| Pos. | Piloto             | ALG | ALG | JER | JER | LMS | LMS | MUG | MUG | ASS | ASS | RBR | RBR | MIS | MIS | Pts |

| Color     | Resultado                                                               |
| --------- | ----------------------------------------------------------------------- |
| Oro       | Ganador                                                                 |
| Plata     | 2.ª plaza                                                               |
| Bronce    | 3.ª plaza                                                               |
| Verde     | Finalizó en los puntos                                                  |
| Azul      | Finalizó sin puntos                                                     |
| Azul      | NC - No clasificado                                                     |
| Violeta   | Ret - No terminó (Carrera)                                              |
| Rojo      | DNQ - No se clasificó                                                   |
| Negro     | DSQ - Descalificado                                                     |
| Blanco    | DNS - No empezó (carrera)                                               |
| Blanco    | WD - Retirado (fin de semana)                                           |
| Blanco    | C - Carrera cancelada                                                   |
| Sin color | DNP - Inscrito pero no participó                                        |
| Sin color | INJ - Lesionado                                                         |
| Sin color | EX - Excluido                                                           |
| Estado    | Resultado                                                               |
| Negrita   | Pole position                                                           |
| Cursiva   | Vuelta rápida                                                           |
| †         | Abandona, pero clasifica al completar el porcentaje requerido para ello |